# مع ريكاردو كرم (برنامج تلفزيوني)
مع ريكاردو كرم هو برنامج تلفزيوني حواري أسبوعي يقدمه المذيع اللبناني ريكاردو كرم في أل بي سي وسي إن بي سي عربية.

## ضيوف الحلقات
1. صالح بن علي التركي، رئيس مجلس إدارة شركة نسما القابضة
2. شوان طه الجزء 2
3. خاطر مسعد
4. منيب المصري الجزء 1 | الجزء 2 | الجزء 3
5. منى البطاينة الجزء 2
6. ماجد الساعدي
7. لطيفة العرفاوي، مغنية، تونس/مصر
8. مايكل فقيه، طبيب خصوبة، لبنان/الولايات المتحدة
9. فريدة العلاقي، أستاذة جامعية، ليبيا
10. هاشم سركيس، مهندس معماري، لبنان/الولايات المتحدة
11. فاروق الشامي
12. بولفار العبدلي
13. نديم كرم، نحات، لبنان
14. عبد الله سعودي
15. نضال الأشقر
16. رافائيل صباغة
17. عثمان سلطان
18. ندوة القرغولي
19. أميمة الخليل
20. يارا لابيدوس فيديو الحلقة
21. طارق صميلي فيديو الحلقة

| الحلقة | التاريخ   | الضيف       | المهنة                          | الدولة | رابط الحلقة | ملاحظات |
| ------ | --------- | ----------- | ------------------------------- | ------ | ----------- | ------- |
| -      | مارس 2017 | رمزي هيدموس | رئيس الأعمال التكنولوجية بنوكيا | لبنان  | هنا         |         |